# Tomaculoides
Tomaculoides es un género de foraminífero bentónico de la Subfamilia Glandulininae, de la Familia Glandulinidae, de la Superfamilia Polymorphinoidea, del Suborden Lagenina y del Orden Lagenida. Su especie-tipo es Tomaculoides lucidus. Su rango cronoestratigráfico abarca el Holoceno.

## Discusión
Clasificaciones previas incluían Tomaculoides en la Superfamilia Nodosarioidea.

## Clasificación
Tomaculoides incluye a la siguiente especie:
- Tomaculoides lucidum